# Молдавија на Светском првенству у атлетици на отвореном 2022.
Молдавија је учествовала на 18. Светском првенству у атлетици на отвореном 2022. одржаном у Јуџину  од 15. јула до 25. јула петнаести пут, односно учествовала је под данашњим именом на свим првенствима од 1993. до данас. Репрезентацију Молдавије је представљало 5 учесника (2 мушкарца и 3 жене) који су се такмичили у 5 дисциплина (2 мушке и 3 женске).,.
На овом првенству такмичари Молдавије нису освојили ниједну медаљу нити су остварили неки резултат. У табели успешности према броју и пласману такмичара који су учествовали у финалним такмичењима (првих 8 такмичара) Молдавија је са 1 учесником у финалу делила 67 место са 2 бода.
| Плас. | Земља     | 1. место | 2. место | 3. место | 4. место | 5. место | 6. место | 7. место | 8. место | Бр. финал. | Бод. |
| ----- | --------- | -------- | -------- | -------- | -------- | -------- | -------- | -------- | -------- | ---------- | ---- |
| =67   | Молдавија | 0        | 0        | 0        | 0        | 0        | 0        | 1        | 0        | 1          | 2    |

## Учесници
| Мушкарци: - Сергеј Маргијев — Бацање кладива - Андријан Мардаре — Бацање копља | Жене: - Димитриана Безеде — Бацање кугле - Александра Емилијанов — Бацање диска - Залина Петривскаја — Бацање кладива |

## Резултати

### Мушкарци
| Атлетичар        | Дисциплина     | Лични рекорд | Квалификације | Квалификације | Финале               | Финале       | Детаљи |
| Атлетичар        | Дисциплина     | Лични рекорд | Резултат      | Место         | Резултат             | Место        | Детаљи |
| ---------------- | -------------- | ------------ | ------------- | ------------- | -------------------- | ------------ | ------ |
| Сергеј Маргијев  | Бацање кладиво | 78,72 НР     | 74,17         | 9. у гр. Б    | Није се квалификовао | 15 / 28 (30) |        |
| Андријан Мардаре | Бацање копља   | 86,66 НР     | 80,83 кв      | 5. у гр. Б    | 82,26                | 7 / 27 (28)  |        |

### Жене
| Атлетичарка           | Дисциплина     | Лични рекорд | Квалификације | Квалификације | Финале                | Финале  | Детаљи |
| Атлетичарка           | Дисциплина     | Лични рекорд | Резултат      | Место         | Резултат              | Место   | Детаљи |
| --------------------- | -------------- | ------------ | ------------- | ------------- | --------------------- | ------- | ------ |
| Димитриана Безеде     | Бацање кугле   | 18,83        | 16,99         | 13. у гр. Б   | Нису се квалификовале | 24 / 29 |        |
| Александра Емилијанов | Бацање диска   | 64,40 НР     | 60,67         | 7. у гр. Б    | Нису се квалификовале | 13 / 30 |        |
| Залина Петривскаја    | Бацање кладива | 74,70 НР     | 69,73         | 9. у гр. А    | Нису се квалификовале | 17 / 30 |        |